# 春風亭柳枝 (3代目)
三代目 春風亭 柳枝（しゅんぷうてい りゅうし、1852年11月4日（嘉永5年9月23日） - 1900年（明治33年）11月14日）は、落語家。本名：鈴木 文吉。俗に当時の住まいと大酒飲みだったことから「蔵前の柳枝」「蔵前の大虎」。

## 経歴
出身は東京、父は幼いころに亡くなっている。
1871年5月、柳亭燕枝の門下で燕花、明治5年ころに二代目柳亭燕寿となりその後1873年に真打で初代柳亭燕路となり1878年に三代目柳枝の看板を挙げた。
長年柳派の頭取を務めた。その後四代目麗々亭柳橋に譲ったがまもなく柳橋が没したので仕方なくまた頭取に戻ったその直後に自身も死去した。

## 人物
「大変まずかったという話です。」と六代目三遊亭圓生は『寄席育ち』の中で酷評している。講談の初代伊藤痴遊は『痴遊随筆』に「話は巧かったが、客受けはしなかった。自分も、身を泌みて、高座を勤めるようなことはせず、楽屋で酒を呑んで、そのまま帰ることもあった。」と記している。
師の燕枝が晩年弟子を取らなかったので、柳枝が全部引き受け多くの俊才を擁した。一時期の妻は四代目都々逸坊扇歌。

## エピソード
日清戦争の時期に、神田の寄席「白梅」で出演者が少なくて困っていたら、泥酔した柳枝が「柳枝が今日はするから、聞いてください。」と申し出、そのまま人情噺の『文七元結』をたっぷりと演じて客を感動させたが、当の柳枝はそのまま高座で寝てしまった。痴遊は「平生は拙いが、今夜はどうして巧かったろう、というのが、聞いた人の皆いう所であった。・・・不思議の一つとして、当分のうちは其噂ばかりであった。」と記している。

## 一門弟子
柳派の統率に力を注いだ。
- 3代目三升家勝次郎
- 3代目春風亭柳朝
- 初代柳家つばめ
- 枝三郎（後の5代目金原亭馬生）
- 4代目柳亭左楽
- 初代春風亭柳條（加藤力松）
- 千枝（後の3代目蝶花楼馬楽）
- 大隈柳丈（阿武隈三之助）
- 初代文の家かしく（吉岡力蔵）
- 初代春風亭年枝（村岡唯吉）
- 4代目春風亭柳枝（後の初代春風亭華柳）
- 5代目桂文楽
- 3代目柳川一蝶斎（青木治三郎）
- 柳亭朝枝（大池清八）
- 4代目三升亭小勝
- 春風亭桃枝（田波のち坂巻芳松）
- 春風亭柳勢（石井栄次郎）
- 玉枝（後の初代柳家小きんを経て新派の俳優那須正勝）
- 入船米蔵（福井定吉）
- 鶯枝（後の5代目七昇亭花山文）
- 柳葉（後の柳家小山三、中井清之助）
- 錦枝（後の5代目三遊亭新朝）
- 楽枝（後の桂文慶、田中六太郎）
- 一柳斎柳一（渡辺国太郎）
- 傳枝（柳亭芝楽）
- 春風亭竹枝（吉川常次郎）
- 春風亭双枝（江沢竹次郎）
- 秋風亭米枝（平野茂三郎）
- 8代目入船亭扇橋
- 3代目七昇亭花山文（3代目柳枝の門で路好から枝丸から花山文となる。）
- 4代目三升家勝蔵（田村留吉）
- 春風亭錦枝（荒井徳次郎）
- 春風亭枝雀（松田福次郎）
- 柳亭傳枝（斉藤鎌吉）
- 喜久亭寿楽（倉繁善太郎）
- 春風柳 または 春風やなぎ（安藤稲蔵）

など
3代目柳家小さんは弟子ではなかったがよく可愛がり柳亭燕花の名を与えている。